# Blktop Project
Blktop Project är ett musikaliskt experiment som skapades när skateboardtidningen SLAP organiserade en turné sommaren 2002 där Ray Barbee, Tommy Guerrero och Matt Rodriguez medverkade. Musiken de skapade under tiden reflekterade roadtripen då de färdades längs den legendariska Blues Highway från Chicago till New Orleans där trion varvade skateboardåkande med improviserat musicerande. Längs vägen stannade de vid en studio som ägs av Doug Scharin. Scharin hoppade in och spelade trummor på ett handfull låtar.
Nästa fas av Blktopprojektet kom 2005, när Chuck Treece, en annan skateboardåkare tillämpade sina trumkunskaper då Barbee, Gurrero och Rodriguez jammade vilket resulterade ytterligare låtar.
Stilen kan beskrivas som en blandning mellan 50-talets coola jazz och San Franciscos latinosjäl i början av 70-talet med ett uns av Chicago-styled postrock.

## Diskografi
Studioalbum
- Blktop Project (2007) – Galaxia
- Lane Change (2009) – Toy's Factory
- Concrete Jungle (2016) – Grand Palais